# مطار رأس لانوف
مطار رأس لانوف أو مطار رأس لانوف النفطي هوَ مطار محلي صغير يَقع في مدينة رأس لانوف على ساحل ليبيا الشرقي، ويَملك المطار مدرجي هبوط لا غير. كان المطار مسرحاً لبعض الاشتباكات خلال الصراع الليبي عام 2011.

## أحداث 2011
كان محيط مطار رأس لانوف مسرحاً لبعض الاشتباكات خلال الحرب الأهلية الليبية 2011، وسقطَ في أيدي الثوار الليبيين خلال المَعارك في أوائل شهر مارس 2011.